# Dorfkirche Kirchhasel

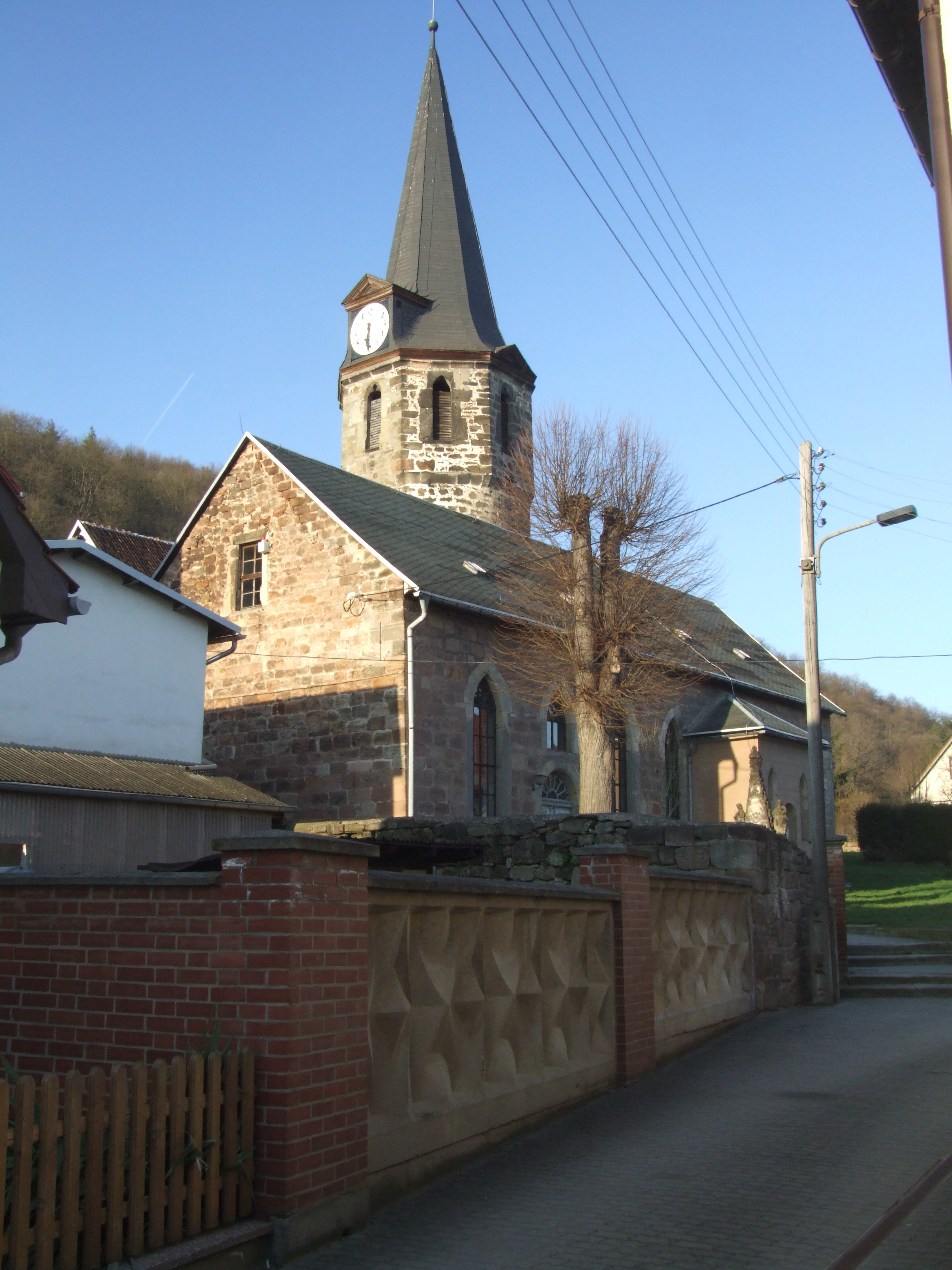
Die Kirche

Die kleine Dorfkirche Kirchhasel befindet sich in dem Ortsteil Kirchhasel der Gemeinde Uhlstädt-Kirchhasel im Landkreis Saalfeld-Rudolstadt in Thüringen.

## Lage
Wenige Meter südlich der von Rudolstadt nach Jena führenden Bundesstraße 88 steht diese Dorfkirche im Ortsteil der Gemeinde Uhlstädt-Kirchhasel am Nordrand der Saaleaue.

## Geschichte
Die Dorfkirche ist ein mittelalterlicher Rechteckbau. Kleine klassizistische Giebel zieren das Gesims vor der Spitzhaube. 1669 wurde das Langhaus unter Erhaltung gotischer Details neu errichtet.
Zur Ausstattung zählt ein Flügelaltar aus dem Jahr 1350.
Der an der Nordseite des Langhauses 14 Meter hohe freistehende Rundturm ist der Rest einer mittelalterlichen Burg. Das Turmuntergeschoss hat einen Durchmesser von 3,5 Meter. Etwa um 1500 wurde der Turm durch einen Achteckaufsatz mit großen Schallöffnungen ergänzt.